# Чарльзтаун (Сент-Кіттс і Невіс)
Чарльзтаун (англ. Charlestown) — найбільше місто острова Невіс та адміністративний центр парафії Сент-Пол-ЧарлзтавнФедерації Сент-Кіттс і Невіс.

## Географія
Місто розташовуєне на Підвітряних островах в Карибському морі, з підвітряного західного боку острова Невіс, між двома Форт Чарлз на півдні та Блек-Рокс на півночі, недалеко від південного краю пляжу Пінней. Відстань до міста Бастер, столиці Сент-Кіттс і Невісу, — 21 км, до Фіґтрі — 2 км, Коттон-Ґраунд — 3 км.

## Клімат
Клімат у місті тропічний пасатний. Максимум опадів випадає в період з серпня по листопад. Сильні тропічні урагани можливі з серпня по жовтень.
| Клімат Чарльзтавна (1991-2015) | Клімат Чарльзтавна (1991-2015) | Клімат Чарльзтавна (1991-2015) | Клімат Чарльзтавна (1991-2015) | Клімат Чарльзтавна (1991-2015) | Клімат Чарльзтавна (1991-2015) | Клімат Чарльзтавна (1991-2015) | Клімат Чарльзтавна (1991-2015) | Клімат Чарльзтавна (1991-2015) | Клімат Чарльзтавна (1991-2015) | Клімат Чарльзтавна (1991-2015) | Клімат Чарльзтавна (1991-2015) | Клімат Чарльзтавна (1991-2015) | Клімат Чарльзтавна (1991-2015) |
| Показник                       | Січ.                           | Лют.                           | Бер.                           | Квіт.                          | Трав.                          | Черв.                          | Лип.                           | Серп.                          | Вер.                           | Жовт.                          | Лист.                          | Груд.                          |                                |
| Середня температура, °C        | 23,9                           | 23,8                           | 24,0                           | 24,7                           | 25,5                           | 26,2                           | 26,3                           | 26,6                           | 26,4                           | 26,0                           | 25,4                           | 24,4                           |                                |
| Норма опадів, мм               | 150                            | 102                            | 99                             | 153                            | 219                            | 181                            | 214                            | 232                            | 222                            | 289                            | 286                            | 225                            |                                |
| ------------------------------ | ------------------------------ | ------------------------------ | ------------------------------ | ------------------------------ | ------------------------------ | ------------------------------ | ------------------------------ | ------------------------------ | ------------------------------ | ------------------------------ | ------------------------------ | ------------------------------ | ------------------------------ |

## Архітектура

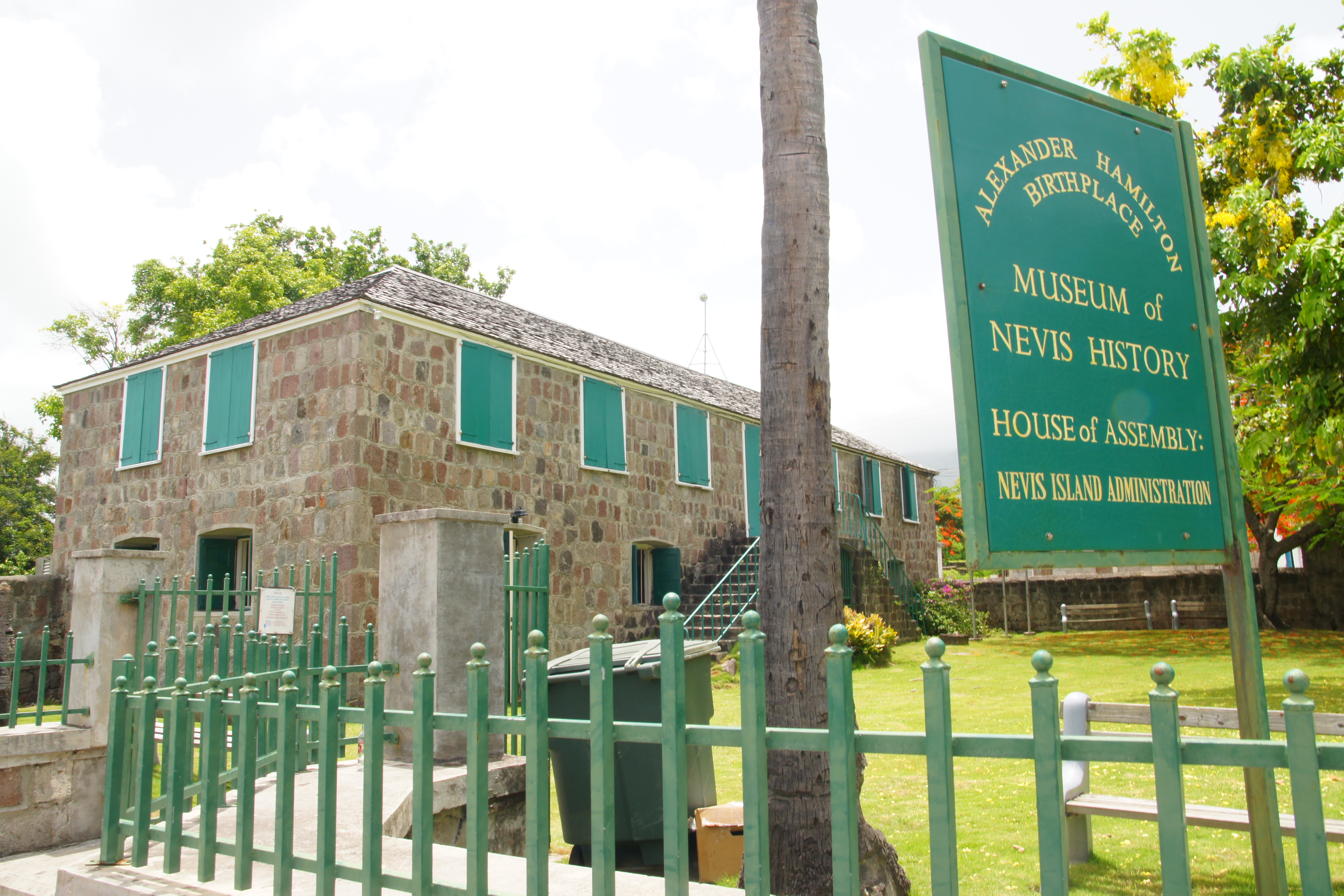
Музей історії Невісу.

Багато найстаріших двоповерхових кам'яних будівель міста були серйозно пошкоджені у результаті чисельних землетрусів, які, як правило викликали провалення верхнього поверху на нижній. Через це в місті сформувався особливий архітектурний стиль, де більшість старих будинків побудовані на кам'яній основі, але з дерев'яними конструкціями верхніх поверхів. Така конструкція є більш стійка до сейсмічної активності.

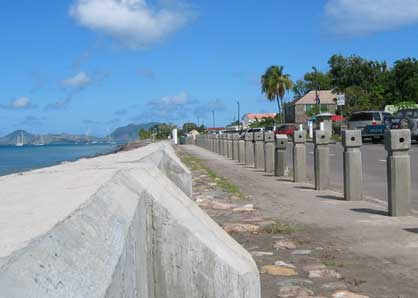

У центрі міста збереглося багато пам'яток XVII—XIX століть в колоніальному стилі, таких як: Будинок суду XIX століття, будівля Публічної бібліотеки XVIII століття.

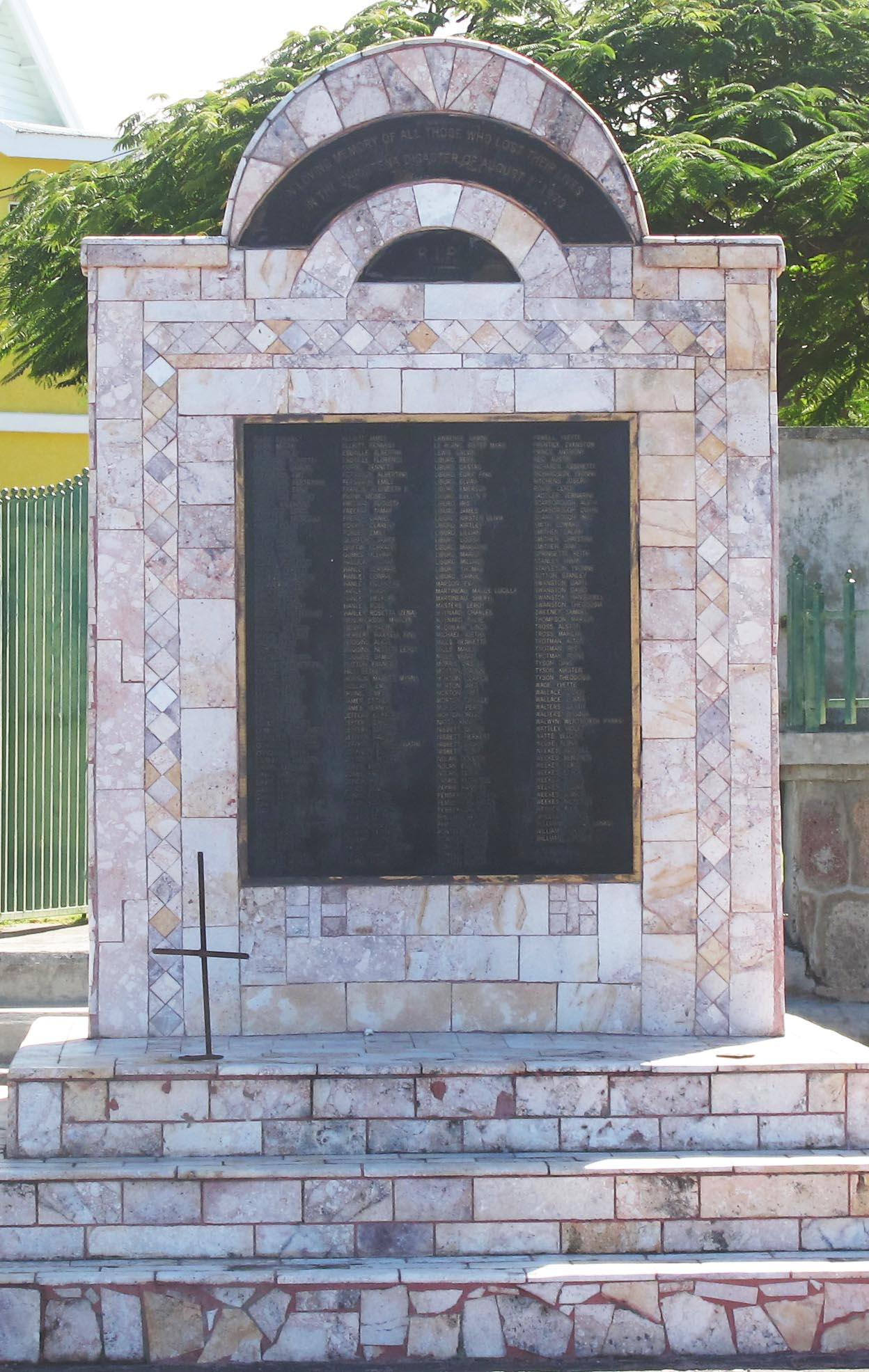
Меморіал

Чарльстаун був місцем народження і дитячих років американського політика Александра Гамільтона. Відновлена кам'яна будівля, яка була його місцем народження в даний є музеєм історії Невісу який розміщений на першому поверсі, а на другому поверсі розміщена кімната адміністрації острова Невіс. Є також два інші музеї в Чарльзтауні: Музей Нельсона і Невіський Музей спорту, а також філателістичне бюро.
В місті є багато інших важливих будівель, як історичних та так і сучасних, такі як поштове відділення, стара будівля Казначейства, яка в даний час є туристичною адміністрацією Невісу, Будинок суду і публічна бібліотека, нова станція поліції і лікарня Олександра. У північній частині міста знаходиться Bath Hotel і Spring House, який був відомий як туристичний спа-готель у 18 столітті. Головну будівлю готелю Bath у даний час займають урядові установи.

## Населення
Чисельність населення Чарльзтавна, станом на 2010 рік, становила 2204 осіб. Місто займає п'яте місце в Сент-Кіттс і Невіс за кількістю населення.
| 1980   | 1991   | 1998   | 2001   | 2010   |
| ------ | ------ | ------ | ------ | ------ |
| → 1243 | ↗ 1411 | ↗ 1538 | ↗ 1790 | ↗ 2204 |

Місто є головним адміністративним та економічним центром, а також є найбільш густозаселеним районом на острові Невіс.

## Транспорт
Він є центром для більшої частини перевезення які здійснюються на Невісі. Існує сучасний порт з док-станцією, куди пристають пороми з Сент-Кіттсу. Однак Чарльзтауну не вистачає комерційного аеропорту.

## Освіта
Система освіти на Невіс схожа на британську. Є п'ять дошкільних установ та сім початкових шкіл (класів K-6). Початкові школи є державними. Крім того, є три приватних початкових школи. Після завершення початкової школи, діти відвідують одну з трьох середніх шкіл.

## Пам'ятки
- Меморіальна площа пам'яті всіх невіських солдатів, які загинули під час Першої та Другої світової війни;
- Історичний музей Невіс;
- Будинок суду;
- Публічна бібліотека;
- Музей Гораціо Нельсона;
- Єврейський кіркут.

## Відомі люди
Уродженці
- Александер Гамілтон — американський політик.